# Jewhen Selesnjow
Jewhen Oleksandrowytsch Selesnjow (ukrainisch Євген Олександрович Селезньов, wissenschaftliche Transliteration Êvgen Oleksandrovič Selezn'ov; russisch Евгений Александрович Селезнёв Jewgeni Alexandrowitsch Selesnjow, wissenschaftliche Transliteration Evgenij Aleksandrovič Seleznëv; * 20. Juli 1985 in Makijiwka, Ukrainische SSR) ist ein ukrainischer Fußballspieler.

## Karriere

### Verein
Jewhen Selesnjow kommt aus der Jugendakademie von Schachtar Donezk. Dort bekam er 2002 einen Vertrag, wurde allerdings in all den Jahren nur in der zweiten (52/19) oder sogar dritten (41/9) Mannschaft eingesetzt.
Im Winter 2007 wurde er an Arsenal Kiew verliehen. In der Rückrunde der Saison 2006/07 erzielte er zwei Tore in zwölf Spielen, in der Saison 2007/08  in 24 Spielen 17 Tore und belegte mit zwei weiteren Spielern den zweiten Platz in der Torjägerliste. Nachdem er aus Kiew zurückgekehrt war, verlängerte Selesnjow seinen Vertrag um weitere fünf Jahre. Am 3. August 2008 bestritt er gegen Illitschiwez Mariupol sein drittes Ligaspiel für Donezk und erzielte dabei das 2:0 und damit sein erstes Tor überhaupt für Schachtar.
Am 25. Juni 2009 wechselte er zum Ligarivalen Dnipro Dnipropetrowsk. Noch am selben Tag gab er sein Debüt und erzielte gegen Metalist Charkiw sein erstes Tor für seinen neuen Verein. Nach drei Spieltagen hatte er drei Saisontore erzielt. Im Laufe der Saison entwickelte sich Selesnjow zu einem Schlüsselspieler der Mannschaft und unterstrich dies mit 17 Toren in der Premjer-Liha 2010/11 und wurde Torschützenkönig. Am 22. Juni 2011 gab Dnipropetrowsk bekannt, dass Selesnjow zu Schachtar Donezk zurückkehren würde. 2015 erreichte Selesnjow, nachdem er im Halbfinale gegen den SSC Neapel in zwei Spielen jeweils ein Tor erzielt hatte, mit Dnipro das Endspiel der Europa League in Warschau. In diesem Spiel wurde er Mitte der zweiten Halbzeit eingewechselt; Dnipro verlor mit 2:3 gegen Titelverteidiger FC Sevilla.
Am 17. Oktober 2015 gelangen Selesnjow im Ligaspiel gegen Stal Dniprodserschynsk beim 6:0-Sieg vier Tore in Folge, drei davon in der zweiten Halbzeit. Es war sein erster Hattrick in der ukrainischen Premjer-Liha. Zur Winterpause wurde er dann an den FK Kuban Krasnodar ausgeliehen. Für den russischen Verein machte er 9 Spiele in der Startelf und erzielte 3 Tore.
Für die Rückrunde der Saison 2018/19 wurde er an FC Málaga ausgeliehen. Zum Saisonende verließ er Spanien und kehrte in die Türkei zurück. Hier heuerte er beim Zweitligisten Bursaspor an.

### Nationalmannschaft
Am 24. Mai 2008 absolvierte er in einem Freundschaftsspiel gegen die Niederlande sein erstes A-Länderspiel, als er in der 66. Minute für Andrij Schewtschenko eingewechselt wurde.
In seinem dritten Länderspiel am 19. November 2008 erzielte er gegen Norwegen mit dem 1:0-Siegtreffer sein erstes Länderspieltor.
In der Qualifikation zur Fußball-Europameisterschaft 2016 in Frankreich stand Selesnjow anfänglich nicht im Aufgebot, erst in der zweiten Hälfte kam er dreimal zum Einsatz und bestritt dann auch die beiden erfolgreichen Relegationsspiele gegen Slowenien. Anschließend wurde er ins EM-Aufgebot der Ukraine aufgenommen. Im Auftaktspiel gegen Deutschland wurde er im letzten Drittel beim Stand von 0:1 eingewechselt. Gegen Nordirland spielte er von Anfang an und wurde dann seinerseits beim Stand von 0:1 in der 71. Minute ausgewechselt. In der dritten Partie gegen Polen kam er nicht zum Einsatz. Danach schied das Turnier aus.

## Titel und Erfolge

### Verein
Schachtar Donezk
- Ukrainische Premjer-Liha: 2001/02, 2004/05, 2005/06
- Ukrainischer Fußballpokal: 2001/02, 2003/04
- Ukrainischer Fußball-Supercup: 2005
- Channel One Cup: 2006
- UEFA-Pokal 2008/09

Akhisarspor
- Türkischer Pokalsieger: 2017/18
- Türkischer Fußball-Supercup: 2018

Individuelle Ehrungen
- Torschützenkönig der Premjer-Liha 2010/11 mit 17 Toren
- Torschützenkönig der Premjer-Liha 2011/12 mit 14 Toren (mit Maicon Pereira de Oliveira)